# Lista siturilor arheologice din județul Harghita - N
Lista siturilor arheologice din județul Harghita - N conține toate siturile arheologice din județul Harghita înscrise în Repertoriul Arheologic Național (RAN) și aflate în localități al căror nume începe cu litera N. RAN este administrat de Ministerul Culturii și Patrimoniului Național și cuprinde date științifice, cartografice, topografice, imagini și planuri, precum și orice alte informații privitoare la zonele cu potențial arheologic, studiate sau nu, încă existente sau dispărute.
Puteți căuta un sit din localitățile care încep cu litera N folosind formularul de mai jos sau puteți naviga prin toate siturile din județ la Lista siturilor arheologice din județul Harghita.
| Cod RAN                                  | Denumire | Localitate                     | Adresă                | Datare                               | Descoperit | Coordonate                                    | Imagine           | Erori            |
| ---------------------------------------- | --- | ------------------------------ | --------------------- | ------------------------------------ | ---------- | --------------------------------------------- | ----------------- | ---------------- |
| 86099.01.01 (Cod LMI: HR-I-m-B-12687.03) | Situl arheologic de la Nicoleni - "Csürös dullö" / ansamblu anonim (Categorie: locuire civilă) (Tip: Așezare)                                   | sat Nicoleni, comuna Șimonești | Csürös dullö          | Noua                                 |            | 46°20′21″N 25°05′12″E / 46.33903°N 25.08662°E | Încărcați imagine | Raportați eroare |
| 86099.01.02 (Cod LMI: HR-I-m-B-12687.02) | Situl arheologic de la Nicoleni - "Csürös dullö" / ansamblu anonim (Categorie: locuire civilă) (Tip: Așezare)                                   | sat Nicoleni, comuna Șimonești | Csürös dullö          | Wietenberg                           |            | 46°20′21″N 25°05′12″E / 46.33903°N 25.08662°E | Încărcați imagine | Raportați eroare |
| 86099.01.03 (Cod LMI: HR-I-m-B-12687.01) | Situl arheologic de la Nicoleni - "Csürös dullö" / ansamblu anonim (Categorie: locuire civilă) (Tip: Așezare)                                   | sat Nicoleni, comuna Șimonești | Csürös dullö          |                                      |            | 46°20′21″N 25°05′12″E / 46.33903°N 25.08662°E | Încărcați imagine | Raportați eroare |
| 86099.01.04 (Cod LMI: HR-I-s-B-12687)    | Situl arheologic de la Nicoleni - "Csürös dullö" / ansamblu anonim (Categorie: locuire civilă) (Tip: Așezare)                                   | sat Nicoleni, comuna Șimonești | Csürös dullö          | Coțofeni                             |            | 46°20′21″N 25°05′12″E / 46.33903°N 25.08662°E | Încărcați imagine | Raportați eroare |
| 85109.01.01                              | Așezarea geto-dacică de la Nădejdea - "Réth" / ansamblu anonim (Categorie: locuire civilă) (Tip: Așezare)                                       | sat Nădejdea, comuna Mihăileni | Réth                  | geto-dacică sec. I î.Chr. - I d.Chr. |            | 46°29′57″N 25°50′29″E / 46.49926°N 25.84126°E | Încărcați imagine | Raportați eroare |
| 85109.01.02                              | Așezarea geto-dacică de la Nădejdea - "Réth" / ansamblu anonim (Categorie: locuire civilă) (Tip: Așezare)                                       | sat Nădejdea, comuna Mihăileni | Réth                  | sec. XI-XII                          |            | 46°29′57″N 25°50′29″E / 46.49926°N 25.84126°E | Încărcați imagine | Raportați eroare |
| 86099.02.01                              | Biserica de piatră medievală de la Nicoleni - "Cimitir" / ansamblu anonim (Categorie: structură de cult/religioasă) (Tip: Biserică fortificată) | sat Nicoleni, comuna Șimonești | Cimitir               | sec. XIV-XV, XVII-XVIII              |            |                                               | Încărcați imagine | Raportați eroare |
| 86099.03.01                              | Satul medieval de la Nicoleni - "Vatra satului" / ansamblu anonim (Categorie: locuire civilă) (Tip: Așezare)                                    | sat Nicoleni, comuna Șimonești | Vatra satului         | sec. XIV, XVI-XVIII                  |            |                                               | Încărcați imagine | Raportați eroare |
| 86099.04.01                              | Situl arheologic de la Nicoleni - "Vatra satului" / ansamblu anonim (Categorie: locuire) (Tip: neprecizat)                                      | sat Nicoleni, comuna Șimonești | Vatra satului         |                                      |            | 46°20′21″N 25°05′16″E / 46.33927°N 25.0877°E  | Încărcați imagine | Raportați eroare |
| 86099.04.02                              | Situl arheologic de la Nicoleni - "Vatra satului" / ansamblu anonim (Categorie: locuire) (Tip: neprecizat)                                      | sat Nicoleni, comuna Șimonești | Vatra satului         | sec.XV-XVI                           |            | 46°20′21″N 25°05′16″E / 46.33927°N 25.0877°E  | Încărcați imagine | Raportați eroare |
| 86099.05.01                              | Sit arheologic la Nicoleni - "Sas" / ansamblu anonim (Categorie: locuire) (Tip: neprecizat)                                                     | sat Nicoleni, comuna Șimonești | Vatra satului, Sas    |                                      |            | 46°20′22″N 25°05′20″E / 46.33957°N 25.08901°E | Încărcați imagine | Raportați eroare |
| 86099.05.02                              | Sit arheologic la Nicoleni - "Sas" / ansamblu anonim (Categorie: locuire) (Tip: neprecizat)                                                     | sat Nicoleni, comuna Șimonești | Vatra satului, Sas    | sec. XIII-XIV, XV-XVI                |            | 46°20′22″N 25°05′20″E / 46.33957°N 25.08901°E | Încărcați imagine | Raportați eroare |
| 86099.05.03                              | Sit arheologic la Nicoleni - "Sas" / ansamblu anonim (Categorie: locuire) (Tip: neprecizat)                                                     | sat Nicoleni, comuna Șimonești | Vatra satului, Sas    | sec. XVI-XVII                        |            | 46°20′22″N 25°05′20″E / 46.33957°N 25.08901°E | Încărcați imagine | Raportați eroare |
| 86099.06.01                              | Sit preistoric la Nicoleni - "Printre pârâuri" / ansamblu anonim (Categorie: locuire) (Tip: neprecizat)                                         | sat Nicoleni, comuna Șimonești | Printre pârâuri       | Coțofeni                             |            | 46°20′13″N 25°05′19″E / 46.33707°N 25.08851°E | Încărcați imagine | Raportați eroare |
| 85109.02.01                              | Așezarea dacică de la Nădejdea - În perimetrul satului / ansamblu anonim (Categorie: locuire) (Tip: așezare deschisă)                           | sat Nădejdea, comuna Mihăileni | În perimetrul satului | Daci liberi                          |            | 46°30′03″N 25°50′18″E / 46.50083°N 25.83825°E | Încărcați imagine | Raportați eroare |